# ناپیلی هونوکوای (هاوایی)
ناپیلی هونوکوای (به انگلیسی: Napili-Honokowai) یک منطقهٔ مسکونی در ایالات متحده آمریکا است که در شهرستان ماویی، هاوایی واقع شده‌است. ناپیلی هونوکوای ۱۱٫۱ کیلومتر مربع مساحت و ۷٬۲۶۱ نفر جمعیت دارد.